# Accord de libre-échange entre les États-Unis et Israël
L'accord de libre-échange entre les États-Unis et Israël est un accord de libre-échange mis en application le 19 août 1985 entre les États-Unis et Israël. C'est le premier accord de libre-échange des États-Unis. Cet accord a été suivi par plusieurs accords en 1996, 2004 et 2010 entre les deux pays qui étendent le premier accord.